# Libočany
Libočany (en allemand : Libotschan) est une commune du district de Louny, dans la région d'Ústí nad Labem, en Tchéquie. Sa population s'élevait à 530 habitants en 2023.

## Géographie
Libočany se trouve à 21 km à l'ouest de Louny, à 53 km au sud-ouest d'Ústí nad Labem et à 72 km au nord-ouest de Prague.
La commune est limitée par Nové Sedlo à l'ouest et au nord, par Žiželice au nord, par Žatec à l'est, et par Čeradice au sud.

## Histoire
La première mention écrite de la localité date de 1226.

## Patrimoine

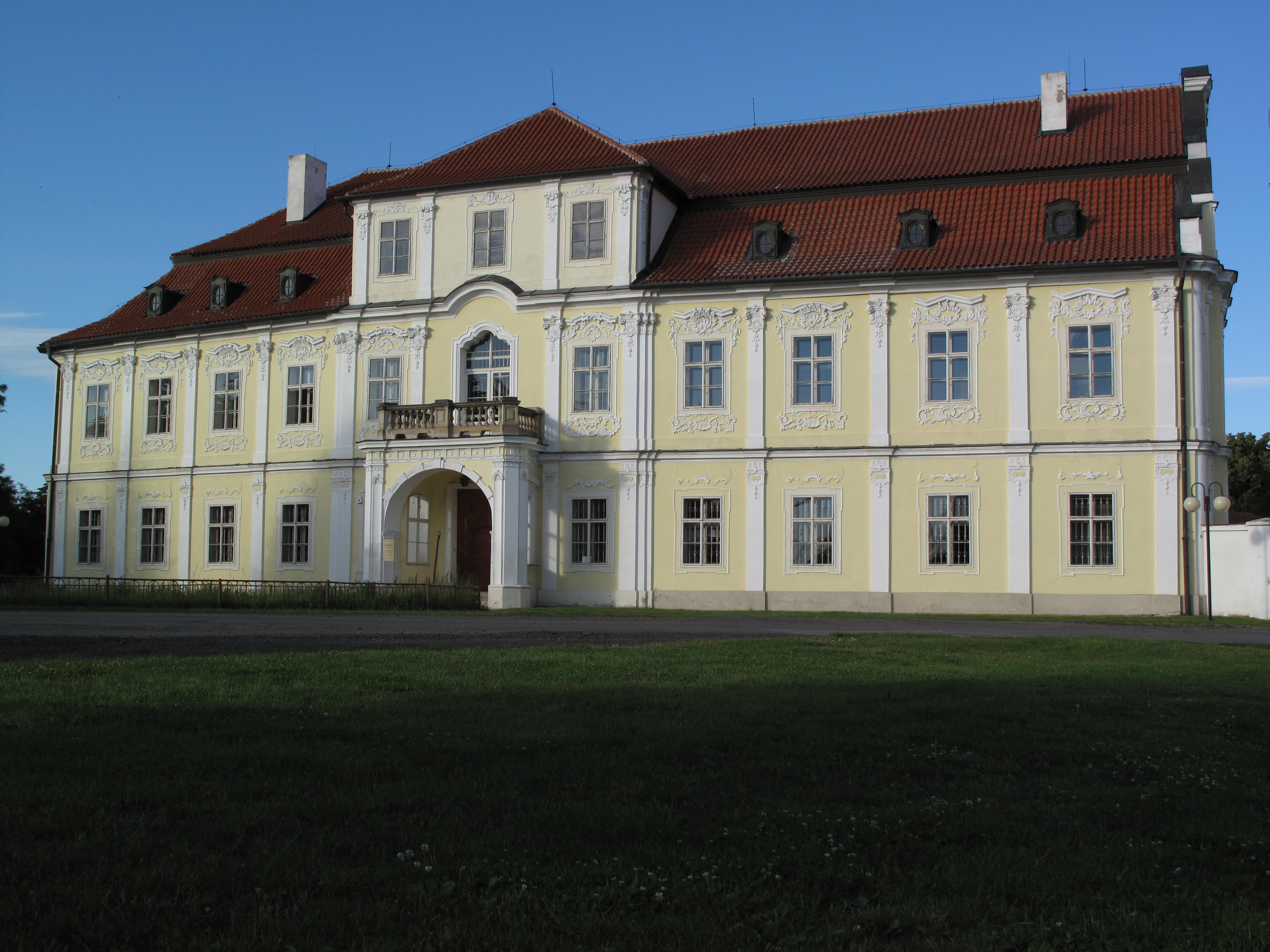
Château de Libočany.
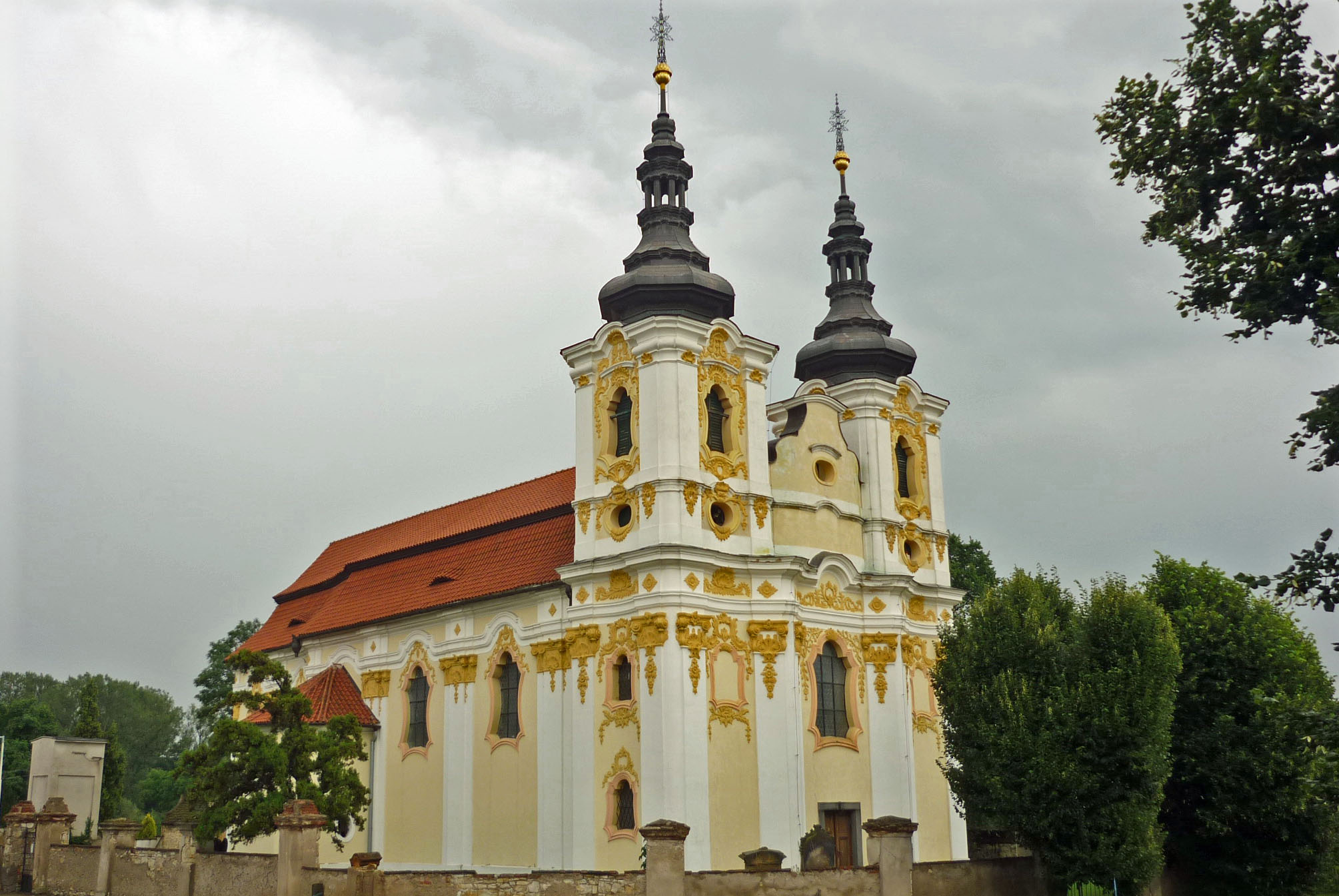
Église de Tous les Saints.

## Transports
Par la route, Libočany se trouve à 3 km du centre de Žatec, à 24 km de Louny, à 69 km d'Ústí nad Labem et à 87 km de Prague.

## Personnalité
- Božena Viková-Kunětická (1862-1934), femme politique et femme de lettres, y a vécu